# Leon Balogun
Leon-Aderemi Balogun (Berlino, 28 giugno 1988) è un calciatore tedesco naturalizzato nigeriano, difensore dell'Arīs Limassol e della nazionale nigeriana.

## Biografia
Leon Balogun è nato a Berlino Ovest nell'allora Germania Ovest da padre nigeriano e madre tedesca.
Nel luglio del 2025, è stato uno dei sei giocatori della nazionale maschile nigeriana a donare l'equivalente di un milione di naira a ciascuna delle 24 giocatrici della rosa della nazionale femminile vincitrice della Coppa d'Africa dello stesso anno.

## Statistiche

### Presenze e reti nei club
Statistiche aggiornate al 17 maggio 2025.
| Stagione                | Squadra                 | Campionato              | Campionato | Campionato | Coppe nazionali | Coppe nazionali | Coppe nazionali | Coppe continentali | Coppe continentali | Coppe continentali | Altre coppe | Altre coppe | Altre coppe | Totale | Totale |
| Stagione                | Squadra                 | Comp                    | Pres       | Reti       | Comp            | Pres            | Reti            | Comp               | Pres               | Reti               | Comp        | Pres        | Reti        | Pres   | Reti   |
| ----------------------- | ----------------------- | ----------------------- | ---------- | ---------- | --------------- | --------------- | --------------- | ------------------ | ------------------ | ------------------ | ----------- | ----------- | ----------- | ------ | ------ |
| 2007-2008               | Türkiyemspor Berlino    | O                       | 29         | 4          | -               | -               | -               | -                  | -                  | -                  | -           | -           | -           | 29     | 4      |
| 2008-2009               | Hannover 96 II          | R                       | 21         | 1          | -               | -               | -               | -                  | -                  | -                  | -           | -           | -           | 21     | 1      |
| 2009-2010               | Hannover 96 II          | R                       | 16         | 0          | -               | -               | -               | -                  | -                  | -                  | -           | -           | -           | 16     | 0      |
| Totale Hannover II      | Totale Hannover II      | Totale Hannover II      | 37         | 1          |                 | -               | -               |                    | -                  | -                  |             | -           | -           | 37     | 1      |
| 2008-2009               | Hannover 96             | BL                      | 1          | 0          | CG              | 0               | 0               | -                  | -                  | -                  | -           | -           | -           | 1      | 0      |
| 2009-2010               | Hannover 96             | BL                      | 2          | 0          | CG              | 0               | 0               | -                  | -                  | -                  | -           | -           | -           | 2      | 0      |
| Totale Hannover 96      | Totale Hannover 96      | Totale Hannover 96      | 3          | 0          |                 | 0               | 0               |                    | -                  | -                  |             | -           | -           | 3      | 0      |
| 2010-2011               | Werder Brema II         | 3.L                     | 29         | 1          | -               | -               | -               | -                  | -                  | -                  | -           | -           | -           | 29     | 1      |
| 2011-2012               | Werder Brema II         | 3.L                     | 20         | 3          | -               | -               | -               | -                  | -                  | -                  | -           | -           | -           | 20     | 3      |
| Totale Werder Brema II  | Totale Werder Brema II  | Totale Werder Brema II  | 49         | 4          |                 | -               | -               |                    | -                  | -                  |             | -           | -           | 49     | 4      |
| 2010-2011               | Werder Brema            | BL                      | 3          | 0          | CG              | 0               | 0               | UCL                | 0                  | 0                  | -           | -           | -           | 3      | 0      |
| 2012-2013               | F. Düsseldorf II        | R                       | 2          | 1          | -               | -               | -               | -                  | -                  | -                  | -           | -           | -           | 2      | 1      |
| 2013-2014               | F. Düsseldorf II        | R                       | 2          | 0          | -               | -               | -               | -                  | -                  | -                  | -           | -           | -           | 2      | 0      |
| Totale F. Düsseldorf II | Totale F. Düsseldorf II | Totale F. Düsseldorf II | 4          | 1          |                 | -               | -               |                    | -                  | -                  |             | -           | -           | 4      | 1      |
| 2012-2013               | Fortuna Düsseldorf      | BL                      | 17         | 0          | CG              | 1               | 0               | -                  | -                  | -                  | -           | -           | -           | 18     | 0      |
| 2013-2014               | Fortuna Düsseldorf      | 2.L                     | 11         | 0          | CG              | 1               | 0               | -                  | -                  | -                  | -           | -           | -           | 12     | 0      |
| Totale F. Düsseldorf    | Totale F. Düsseldorf    | Totale F. Düsseldorf    | 28         | 0          |                 | 2               | 0               |                    | -                  | -                  |             | -           | -           | 30     | 0      |
| 2014-2015               | Darmstadt               | 2.L                     | 21         | 4          | CG              | 0               | 0               | -                  | -                  | -                  | -           | -           | -           | 21     | 4      |
| 2015-2016               | Magonza                 | BL                      | 21         | 1          | CG              | 2               | 0               | -                  | -                  | -                  | -           | -           | -           | 23     | 1      |
| 2016-2017               | Magonza II              | 3.L                     | 1          | 0          | -               | -               | -               | -                  | -                  | -                  | -           | -           | -           | 1      | 0      |
| 2016-2017               | Magonza                 | BL                      | 17         | 0          | CG              | 1               | 0               | UEL                | 2                  | 0                  | -           | -           | -           | 20     | 0      |
| 2017-2018               | Magonza                 | BL                      | 14         | 0          | CG              | 1               | 0               | -                  | -                  | -                  | -           | -           | -           | 15     | 0      |
| Totale Magonza          | Totale Magonza          | Totale Magonza          | 52         | 1          |                 | 4               | 0               |                    | 2                  | 0                  |             | -           | -           | 58     | 1      |
| 2018-2019               | Brighton                | PL                      | 8          | 1          | FACup+CdL       | 2+0             | 0               | -                  | -                  | -                  | -           | -           | -           | 10     | 1      |
| 2019-gen. 2020          | Brighton                | PL                      | 0          | 0          | FACup+CdL       | 1+1             | 0               | -                  | -                  | -                  | -           | -           | -           | 2      | 0      |
| Totale Brighton         | Totale Brighton         | Totale Brighton         | 8          | 1          |                 | 4               | 0               |                    | -                  | -                  |             | -           | -           | 12     | 1      |
| gen.-giu. 2020          | Wigan                   | FLC                     | 11         | 0          | -               | -               | -               | -                  | -                  | -                  | -           | -           | -           | 11     | 0      |
| 2020-2021               | Rangers                 | SP                      | 19         | 0          | CS+CdL          | 0+1             | 0               | UEL                | 8                  | 0                  | -           | -           | -           | 28     | 0      |
| 2021-2022               | Rangers                 | SP                      | 21         | 0          | CS+CdL          | 3+2             | 0               | UCL+UEL            | 1+10               | 0+2                | -           | -           | -           | 37     | 2      |
| 2022-2023               | QPR                     | FLC                     | 16         | 1          | FACup+CdL       | 0               | 0               | -                  | -                  | -                  | -           | -           | -           | 16     | 1      |
| 2023-2024               | Rangers                 | SP                      | 14         | 0          | CS+CdL          | 2+3             | 0               | UCL+UEL            | 0                  | 0                  | -           | -           | -           | 19     | 0      |
| 2024-2025               | Rangers                 | SP                      | 20         | 1          | CS+CdL          | 0+2             | 0               | UCL+UEL            | 1+7                | 0                  | -           | -           | -           | 30     | 1      |
| Totale Rangers          | Totale Rangers          | Totale Rangers          | 74         | 1          |                 | 13              | 0               |                    | 27                 | 2                  |             | -           | -           | 114    | 3      |
| Totale carriera         | Totale carriera         | Totale carriera         | 337        | 18         |                 | 23              | 0               |                    | 29                 | 2                  |             | -           | -           | 389    | 20     |

### Cronologia presenze e reti in nazionale
| Cronologia completa delle presenze e delle reti in nazionale ― Nigeria | Cronologia completa delle presenze e delle reti in nazionale ― Nigeria | Cronologia completa delle presenze e delle reti in nazionale ― Nigeria | Cronologia completa delle presenze e delle reti in nazionale ― Nigeria | Cronologia completa delle presenze e delle reti in nazionale ― Nigeria | Cronologia completa delle presenze e delle reti in nazionale ― Nigeria | Cronologia completa delle presenze e delle reti in nazionale ― Nigeria | Cronologia completa delle presenze e delle reti in nazionale ― Nigeria |
| Data                                                                   | Città                                                                  | In casa                                                                | Risultato                                                              | Ospiti                                                                 | Competizione                                                           | Reti                                                                   | Note                                                                   |
| ---------------------------------------------------------------------- | ---------------------------------------------------------------------- | ---------------------------------------------------------------------- | ---------------------------------------------------------------------- | ---------------------------------------------------------------------- | ---------------------------------------------------------------------- | ---------------------------------------------------------------------- | ---------------------------------------------------------------------- |
| 5-3-2014                                                               | Atlanta                                                                | Messico                                                                | 0 – 0                                                                  | Nigeria                                                                | Amichevole                                                             | -                                                                      | 71’                                                                    |
| 25-3-2015                                                              | Uyo                                                                    | Nigeria                                                                | 0 – 1                                                                  | Uganda                                                                 | Amichevole                                                             | -                                                                      | 77’                                                                    |
| 29-3-2015                                                              | Nelspruit                                                              | Sudafrica                                                              | 1 – 1                                                                  | Nigeria                                                                | Amichevole                                                             | -                                                                      |                                                                        |
| 13-6-2015                                                              | Kaduna                                                                 | Nigeria                                                                | 2 – 0                                                                  | Ciad                                                                   | Qual. Coppa d'Africa 2017                                              | -                                                                      |                                                                        |
| 8-10-2015                                                              | Visé                                                                   | Nigeria                                                                | 0 – 2                                                                  | Rep. del Congo                                                         | Amichevole                                                             | -                                                                      |                                                                        |
| 11-10-2015                                                             | Bruxelles                                                              | Nigeria                                                                | 3 – 0                                                                  | Camerun                                                                | Amichevole                                                             | -                                                                      |                                                                        |
| 27-5-2016                                                              | Le Petit-Quevilly                                                      | Nigeria                                                                | 1 – 0                                                                  | Mali                                                                   | Amichevole                                                             | -                                                                      |                                                                        |
| 3-9-2016                                                               | Uyo                                                                    | Nigeria                                                                | 1 – 0                                                                  | Tanzania                                                               | Qual. Coppa d'Africa 2017                                              | -                                                                      | 90+2’                                                                  |
| 12-11-2016                                                             | Uyo                                                                    | Nigeria                                                                | 3 – 1                                                                  | Algeria                                                                | Qual. Mondiali 2018                                                    | -                                                                      |                                                                        |
| 23-3-2017                                                              | Londra                                                                 | Nigeria                                                                | 1 – 1                                                                  | Senegal                                                                | Amichevole                                                             | -                                                                      | 70’                                                                    |
| 1-9-2017                                                               | Uyo                                                                    | Nigeria                                                                | 4 – 0                                                                  | Camerun                                                                | Qual. Mondiali 2018                                                    | -                                                                      |                                                                        |
| 4-9-2017                                                               | Yaoundé                                                                | Camerun                                                                | 1 – 1                                                                  | Nigeria                                                                | Qual. Mondiali 2018                                                    | -                                                                      | 55’                                                                    |
| 7-10-2017                                                              | Uyo                                                                    | Nigeria                                                                | 1 – 0                                                                  | Zambia                                                                 | Qual. Mondiali 2018                                                    | -                                                                      |                                                                        |
| 10-11-2017                                                             | Costantina                                                             | Algeria                                                                | 1 – 1                                                                  | Nigeria                                                                | Qual. Mondiali 2018                                                    | -                                                                      | cap.                                                                   |
| 14-11-2017                                                             | Krasnodar                                                              | Argentina                                                              | 2 – 4                                                                  | Nigeria                                                                | Amichevole                                                             | -                                                                      | 61’                                                                    |
| 23-3-2018                                                              | Breslavia                                                              | Polonia                                                                | 0 – 1                                                                  | Nigeria                                                                | Amichevole                                                             | -                                                                      | 74’                                                                    |
| 28-5-2018                                                              | Port Harcourt                                                          | Nigeria                                                                | 1 – 1                                                                  | RD del Congo                                                           | Amichevole                                                             | -                                                                      | 66’                                                                    |
| 2-6-2018                                                               | Londra                                                                 | Inghilterra                                                            | 2 – 1                                                                  | Nigeria                                                                | Amichevole                                                             | -                                                                      | 46’                                                                    |
| 6-6-2018                                                               | Schwechat                                                              | Nigeria                                                                | 0 – 1                                                                  | Rep. Ceca                                                              | Amichevole                                                             | -                                                                      |                                                                        |
| 16-6-2018                                                              | Kaliningrad                                                            | Croazia                                                                | 2 – 0                                                                  | Nigeria                                                                | Mondiali 2018 - 1º turno                                               | -                                                                      |                                                                        |
| 22-6-2018                                                              | Volgograd                                                              | Nigeria                                                                | 2 – 0                                                                  | Islanda                                                                | Mondiali 2018 - 1º turno                                               | -                                                                      |                                                                        |
| 26-6-2018                                                              | San Pietroburgo                                                        | Nigeria                                                                | 1 – 2                                                                  | Argentina                                                              | Mondiali 2018 - 1º turno                                               | -                                                                      | 32’                                                                    |
| 8-9-2018                                                               | Victoria                                                               | Seychelles                                                             | 0 – 3                                                                  | Nigeria                                                                | Qual. Coppa d'Africa 2019                                              | -                                                                      |                                                                        |
| 13-10-2018                                                             | Kaduna                                                                 | Nigeria                                                                | 4 – 0                                                                  | Libia                                                                  | Qual. Coppa d'Africa 2019                                              | -                                                                      |                                                                        |
| 16-10-2018                                                             | Sfax                                                                   | Libia                                                                  | 2 – 3                                                                  | Nigeria                                                                | Qual. Coppa d'Africa 2019                                              | -                                                                      |                                                                        |
| 17-11-2018                                                             | Johannesburg                                                           | Sudafrica                                                              | 1 – 1                                                                  | Nigeria                                                                | Qual. Coppa d'Africa 2019                                              | -                                                                      |                                                                        |
| 26-3-2019                                                              | Asaba                                                                  | Nigeria                                                                | 1 – 0                                                                  | Egitto                                                                 | Amichevole                                                             | -                                                                      | 34’                                                                    |
| 8-6-2019                                                               | Asaba                                                                  | Nigeria                                                                | 0 – 0                                                                  | Zimbabwe                                                               | Amichevole                                                             | -                                                                      |                                                                        |
| 26-6-2019                                                              | Alessandria d'Egitto                                                   | Nigeria                                                                | 1 – 0                                                                  | Guinea                                                                 | Coppa d'Africa 2019 - 1º turno                                         | -                                                                      |                                                                        |
| 30-6-2019                                                              | Alessandria d'Egitto                                                   | Madagascar                                                             | 2 – 0                                                                  | Nigeria                                                                | Coppa d'Africa 2019 - 1º turno                                         | -                                                                      |                                                                        |
| 6-7-2019                                                               | Alessandria d'Egitto                                                   | Nigeria                                                                | 3 – 2                                                                  | Camerun                                                                | Coppa d'Africa 2019 - Ottavi di finale                                 | -                                                                      | 90+1’                                                                  |
| 10-7-2019                                                              | Il Cairo                                                               | Nigeria                                                                | 2 – 1                                                                  | Sudafrica                                                              | Coppa d'Africa 2019 - Quarti di finale                                 | -                                                                      | 90+3’                                                                  |
| 9-10-2020                                                              | Klagenfurt am Wörthersee                                               | Nigeria                                                                | 0 – 1                                                                  | Algeria                                                                | Amichevole                                                             | -                                                                      |                                                                        |
| 13-10-2020                                                             | Abuja                                                                  | Nigeria                                                                | 1 – 1                                                                  | Tunisia                                                                | Amichevole                                                             | -                                                                      | 57’                                                                    |
| 13-11-2020                                                             | Benin City                                                             | Nigeria                                                                | 4 – 4                                                                  | Sierra Leone                                                           | Qual. Coppa d'Africa 2021                                              | -                                                                      | 62’                                                                    |
| 17-11-2020                                                             | Freetown                                                               | Sierra Leone                                                           | 0 – 0                                                                  | Nigeria                                                                | Qual. Coppa d'Africa 2021                                              | -                                                                      |                                                                        |
| 27-3-2021                                                              | Cotonou                                                                | Benin                                                                  | 0 – 1                                                                  | Nigeria                                                                | Qual. Coppa d'Africa 2021                                              | -                                                                      |                                                                        |
| 30-3-2021                                                              | Abeokuta                                                               | Nigeria                                                                | 3 – 0                                                                  | Lesotho                                                                | Qual. Coppa d'Africa 2021                                              | -                                                                      |                                                                        |
| 3-9-2021                                                               | Lagos                                                                  | Nigeria                                                                | 2 – 0                                                                  | Liberia                                                                | Qual. Mondiali 2022                                                    | -                                                                      |                                                                        |
| 7-10-2021                                                              | Lagos                                                                  | Nigeria                                                                | 0 – 1                                                                  | Rep. Centrafricana                                                     | Qual. Mondiali 2022                                                    | -                                                                      |                                                                        |
| 10-10-2021                                                             | Bangui                                                                 | Rep. Centrafricana                                                     | 0 – 2                                                                  | Nigeria                                                                | Qual. Mondiali 2022                                                    | 1                                                                      | 74’                                                                    |
| 13-11-2021                                                             | Monrovia                                                               | Liberia                                                                | 0 – 2                                                                  | Nigeria                                                                | Qual. Mondiali 2022                                                    | -                                                                      |                                                                        |
| 16-11-2021                                                             | Lagos                                                                  | Nigeria                                                                | 1 – 1                                                                  | Capo Verde                                                             | Qual. Mondiali 2022                                                    | -                                                                      | 85’                                                                    |
| 25-3-2022                                                              | Kumasi                                                                 | Ghana                                                                  | 0 – 0                                                                  | Nigeria                                                                | Qual. Mondiali 2022                                                    | -                                                                      |                                                                        |
| 29-3-2022                                                              | Abuja                                                                  | Nigeria                                                                | 1 – 1                                                                  | Ghana                                                                  | Qual. Mondiali 2022                                                    | -                                                                      |                                                                        |
| 13-6-2022                                                              | Agadir                                                                 | São Tomé e Príncipe                                                    | 0 – 10                                                                 | Nigeria                                                                | Qual. Coppa d'Africa 2023                                              | -                                                                      | 71’                                                                    |
| Totale                                                                 |                                                                        | Presenze                                                               | 46                                                                     |                                                                        | Reti                                                                   | 1                                                                      |                                                                        |

## Palmarès

### Competizioni nazionali
- Campionato scozzese: 1

Rangers: 2020-2021
- Coppa di Scozia: 1

Rangers: 2021-2022
- Coppa di Lega scozzese: 1

Rangers: 2023-2024